# Traktat w Jassach
Traktat w Jassach – traktat pokojowy zawarty 9 stycznia 1792 w Jassach w Hospodarstwie Mołdawskim pomiędzy Imperium Rosyjskim a Imperium Osmańskim, kończący wojnę prowadzoną w latach 1787–1792.
Wobec wycofania się Austrii z wojny z Turcją (traktat w Sistowej 4 sierpnia 1791) Rosja była zmuszona przystąpić do rokowań pokojowych i ograniczenia swych celów terytorialnych. Preliminaria pokojowe zostały podpisane 11 sierpnia 1791 w Gałaczu. Negocjacje ze strony rosyjskiej prowadził Grigorij Potiomkin, a po jego śmierci Aleksandr Biezborodko, ze strony tureckiej wielki wezyr Jusup-pasza. Traktat potwierdzał postanowienia traktatu z Küczük Kajnardży (1774), wzmacniał pozycję Rosji nad Morzem Czarnym, na Kaukazie i na Bałkanach.
Postanowienia:
- Rosja otrzymywała ziemie między Bohem i Dniestrem (Jedysan), Dniestr stał się rzeką graniczną. Hospodarstwo Mołdawskie i Wołoszczyzna, zajęte w czasie działań wojennych przez wojska rosyjskie powracały pod panowanie tureckie
- Na Kaukazie granica rosyjsko-turecka przebiegała wzdłuż rzeki Kubań,
- Turcja zrzekła się pretensji do Gruzji i zaakceptowała aneksję Chanatu Krymskiego przez Rosję.

Zakończenie wojny rosyjsko-tureckiej umożliwiło Katarzynie II 18 maja 1792 rozpoczęcie wojny z Rzecząpospolitą dla obalenia Konstytucji 3 maja.